# Fryšták
Fryšták är en stad i Tjeckien.   Den ligger i regionen Zlín, i den östra delen av landet, 250 km öster om huvudstaden Prag. Fryšták ligger 269 meter över havet och antalet invånare är 3 540.
Terrängen runt Fryšták är kuperad norrut, men söderut är den platt.Runt Fryšták är det tätbefolkat, med 343 invånare per kvadratkilometer. Närmaste större samhälle är Zlín, 6,6 km söder om Fryšták. Trakten runt Fryšták består till största delen av jordbruksmark.